# Veliki Pašijan
Veliki Pašijan es una localidad de Croacia en la ciudad de Garešnica, condado de Bjelovar-Bilogora.

## Geografía
Se encuentra a una altitud de 142 m s. n. m. a 108 km de la capital nacional, Zagreb.

## Demografía
En el censo 2011, el total de población de la localidad fue de 344 habitantes.
| Gráfica de población de Veliki Pašijan 1857-2011                    |
|                                                                     |
| Según los censos de población de la oficina estadística de Croacia. |